# Enrique Vila-Matas
Enrique Vila-Matas (Barcelona, 31 de marzo de 1948) es un escritor español, autor de más de una treintena de obras, entre novelas, ensayos y otros tipos de narrativa y libros misceláneos.
Su obra ha sido reconocida con diversos premios, como el Rómulo Gallegos, Médicis y FIL de Literatura en Lenguas Romances, entre otros, y ha sido traducida a más de treinta idiomas. Es uno de los tres escritores españoles entrevistados por The Paris Review en su sección «The art of fiction».

## Biografía
Nació en Barcelona, en el número 108 de la calle Roger de Llúria, frente al desaparecido cine Metropol. Estudió derecho y periodismo, y entró en 1968 como redactor en la revista de cine Fotogramas así como en Destino. En 1970 dirigió dos cortometrajes, Todos los jóvenes tristes (sobre la desesperación) y Fin de verano (sobre la destrucción de la familia burguesa). Además, fue actor en siete películas catalanas, todas ellas prohibidas por la censura franquista.
En 1971 realizó el servicio militar en Melilla, donde —en la trastienda de un colmado militar— escribió su primer libro, Mujer en el espejo contemplando el paisaje, que recuperará su título inicial —En un lugar solitario—, en la reedición en 2001 de sus textos de 1973-1984.  A su regreso a Barcelona, trabajó como crítico de cine de las revistas Bocaccio y Destino.
Vivió en París dos años, a partir de 1974, en una buhardilla que le alquiló la escritora Marguerite Duras; allí escribió su segunda novela, La asesina ilustrada. Su tercer y cuarto libro, Al sur de los párpados, historia del aprendizaje de un escritor, y los cuentos de Nunca voy al cine, aparecieron en 1980 y 1982. El autor cierra esta etapa inicial con Impostura, de 1984. 
A partir de este momento, su obra y su vida se funden. Desde luego, hay que contar con su experiencia con América Latina, que ha sido fundamental en su desarrollo (no solo por su amistades con Roberto Bolaño, Sergio Pitol, Juan Villoro, Ricardo Piglia, Ednodio Quintero). Ya en los ochenta escribía en un suplemento que hizo época —Culturas de Diario 16—, y desde entonces ha seguido publicando en diversos lugares —en París, en Le Magazine Littéraire, entre septiembre de 2004 y marzo de 2008—, así como en el diario El País desde el primero de esos años hasta hoy (en la sección de Cultura, donde escribe la columna Café Perec, que se publica quincenalmente los martes). Está casado con Paula Massot, profesora de literatura, a la que dedica sus libros como Paula de Parma.

## El escritor

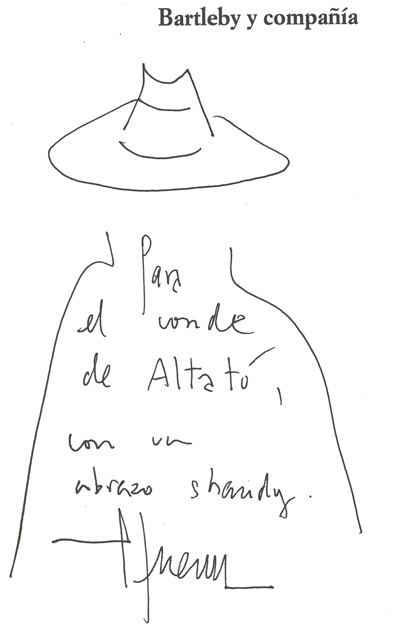
Dedicatoria del escritor para el libro Bartleby y compañía.

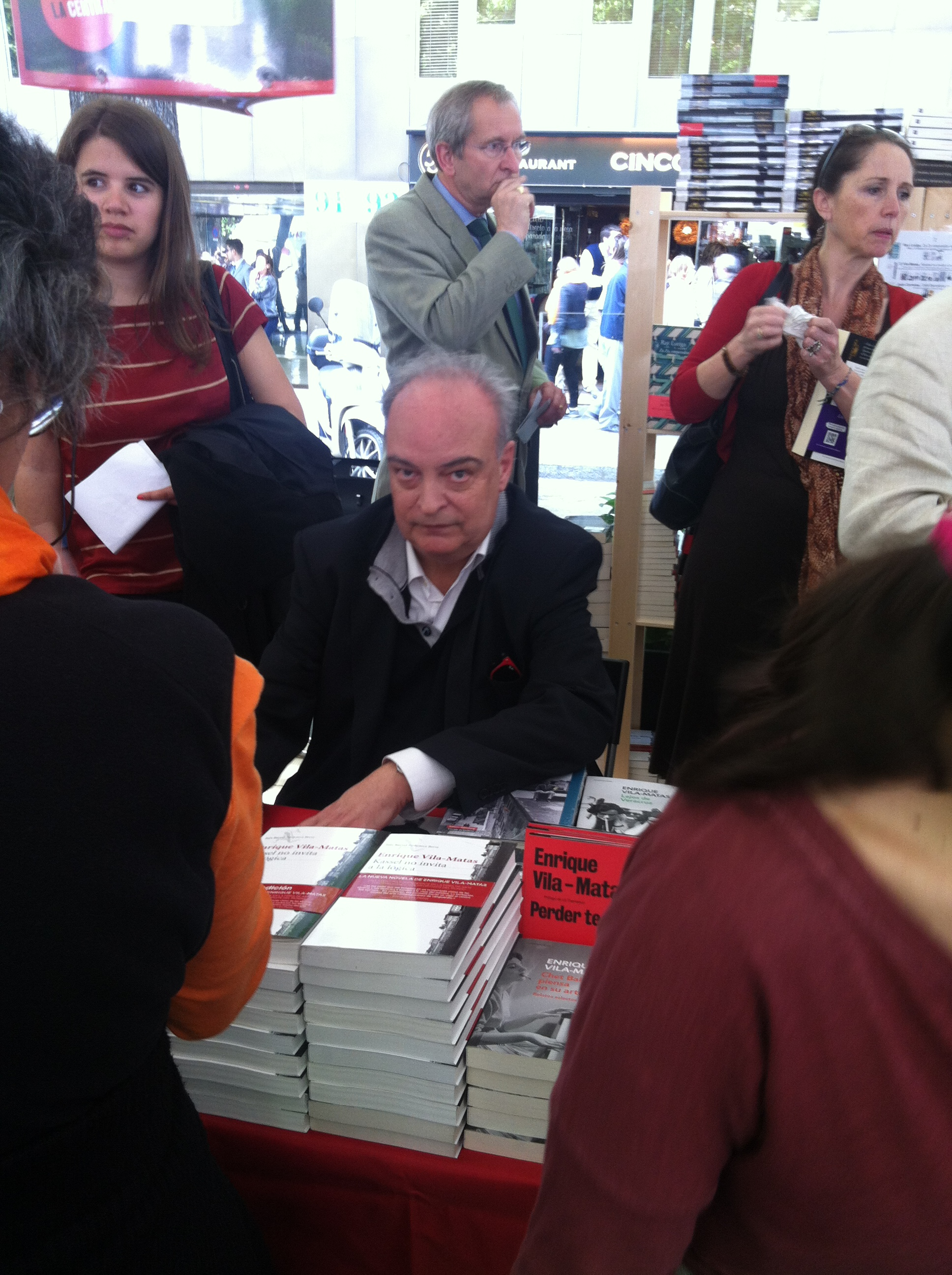
Vila-Matas en la Diada de Sant Jordi 2014 en Barcelona, presentando su libro Kassel no invita a la lógica.

Publicó su primer libro en 1971, la novela breve Mujer en el espejo contemplando el paisaje, escrita mientras hacía el servicio militar en el norte de África. Aunque la hizo sin ánimo de publicarla, a su regreso a Barcelona Beatriz de Moura la leyó y le propuso sacarla en Tusquets. Vila-Matas ha comentado sobre su ópera prima: «Que yo sepa, esa novela, que es una sola frase ininterrumpida, sólo la leyó Héctor Bianciotti, que me dijo que era “un ejercicio de estilo”». Cuatro años más tarde apareció su segunda novela, La asesina ilustrada; en 1980 apareció la tercera, Al sur de los párpados y dos años después, su primer libro de cuentos Nunca voy al cine; vuelve a la novela en 1984 con Impostura, basada en un hecho real sobre un ladrón de tumbas que se hace pasar por un escritor desaparecido; aquí surge por primera vez el misterio de la "verdadera identidad personal", uno de los temas recurrentes de Vila-Matas.
Historia abreviada de la literatura portátil (1985) marca la primera vez en que el autor mezcla ensayo y ficción; Vila-Matas lo califica de "intento prematuro" y constata: «En el periódico El País fue liquidada con unas palabras demoledoras: “Se nota que el autor veranea en Cadaqués”». Treinta años más tarde, Ignacio Martínez de Pisón escribiría en Babelia, el suplemento cultural del citado diario, palabras elogiosas para aquel libro: «Con la perspectiva del tiempo puede considerarse su obra fundacional. Buena parte de su literatura posterior está ya anunciada en ese centenar escaso de páginas: su aversión a las formas más rancias de la tradición novelística, sus viajes de ida y vuelta entre vida y literatura, su desdén por el psicologismo de la narrativa realista, una genealogía cultural que bebe de las vanguardias, una distinguida actitud de flâneur... También su humorismo extremadamente serio estaba ya en ese libro: Vila-Matas se presentaba como un Buster Keaton de la literatura».
Publica sucesivamente tres recopilaciones de cuentos, aunque el primero es, según el autor, «libro de relatos y novela a la vez»: Una casa para siempre (1986), Suicidios ejemplares (1991), Hijos sin hijos (1993), a los que sigue Recuerdos inventados (1994), antología de sus mejores cuentos. Vuelve a continuación a la novela con Lejos de Veracruz (1995), Extraña forma de vida (1997), El viaje vertical (2000), Bartleby y compañía (2001), sobre la posible imposibilidad de escribir, y El mal de Montano (2002). 
A principios de los años noventa publica su primera recopilación de artículos y ensayos literarios bajo el título de El viajero más lento (1992), a la que siguió en 1995 una segunda entrega, El traje de los domingos. Otros libros que contienen ensayos literarios son: Para acabar con los números redondos (1998), Desde la ciudad nerviosa (2000), Extrañas notas de laboratorio (2003, aparecido en Venezuela), Aunque no entendamos nada (2003, Chile), El viento ligero en Parma (2004, México), Y Pasavento ya no estaba (2008, Argentina). Sobre su experiencia de juventud en la capital francesa escribió un irónico París no se acaba nunca (2003). 
En 2005 aparece Doctor Pasavento que gira en torno al tema de la desaparición y «la dificultad de no ser nadie». Este libro cierra su trilogía metaliteraria sobre las patologías de la escritura (junto con Bartleby y compañía y El mal de Montano).
En septiembre de 2007 regresa al cuento y publica Exploradores del abismo, tras una enfermedad grave. En el Dietario voluble, de 2008, se decanta cada vez más por borrar las fronteras entre la ficción, el ensayo y la biografía. El libro es un diario literario o especie de guía que permite vislumbrar la arquitectura interna de su obra y que combina las experiencias de lectura, las experiencias de vida, la memoria personal y las ideas literarias de un ensayista.
En 2010 volvió a la novela con gran éxito: Dublinesca trata de un editor en crisis y de un viaje a Dublín, con referencias a Joyce y Beckett: «Era un personaje de ficción, con algún punto en común conmigo. Cuando lo convertí en editor ya era una mezcla de muchos editores que he conocido. En París, por ejemplo, algunos lectores han creído ver que hablo de Christian Bourgois, mi editor francés». Parte de un sueño premonitorio: «Lo tuve hace tres años en el hospital, cuando estuve gravemente enfermo. Fue de una impresionante intensidad. Soñé que me encontraba en Dublín, ciudad en la que no había estado nunca, y que había vuelto a beber y que estaba en el suelo, en la puerta de un pub, llorando de una forma muy emocionante. Lloraba abrazado a mi mujer, lamentando haber regresado al alcohol. La intensidad venía de que en el sueño, en el abrazo con mi mujer, estaba concentrada, con gran densidad, una idea de renacimiento. Me estaba recuperando en el hospital y fue como si tocara la verdadera vida por primera vez. Pero no he logrado transmitir toda la intensidad... A los pocos meses viajé a Dublín y no di con el lugar exacto del sueño. Pero lo recordaba con una precisión asombrosa».
Con En un lugar solitario, de 2011, agrupa toda su narrativa de la etapa de formación (1973-1984), con una larguísima presentación sobre su inquietud creativa inicial. Este libro revelador se completa, en el mismo año, con otros dos: Una vida absolutamente maravillosa, antología de sus ensayos (1992 hasta 2010); y los paralelos relatos escogidos de Chet Baker piensa en su arte, que llegan desde 1988 hasta 2010. Ambos trazan literariamente la parábola de su propia concepción. Es este tramo un periodo de transfiguración en su obra, pues con su narrativa proteica ha llegado a fundar un nuevo "género" en el que el relato se pierde en el ensayo y en donde asimismo explora la novela con un trayecto crítico. 
En marzo de 2012 publica la novela Aire de Dylan, falsas memorias del escritor Juan Lancastre, en la que se desarrolla la idea de que toda autobiografía, ficticia o verdadera, es necesariamente una impostura. Aire de Dylan despliega un gran humor, e ironiza sobre la productividad literaria al tiempo que crea la figura del novelista "arrepentido". Ese novelista es el narrador: un hombre educado en la cultura del esfuerzo, que está arrepentido de todo lo que ha escrito en su carrera literaria; es más, le gustaría quedarse completamente mudo en la vida real. Quiere retirarse de todo, pero se lo impide una historia que se cruza en su vida y que unas dramáticas circunstancias le obligan a poner por escrito: su encuentro con unos jóvenes que han fundado la secreta sociedad Aire de Dylan y quieren tener una sola idea al día y entregarse al arte de no hacer nada, dominados por el síndrome de Oblomov (el personaje ‘radicalmente gandul’ de la literatura rusa). En 2019 publicó Esta bruma insensata cuya trama trata sobre el arte de las citas literarias y la repetición de estas en la historia de las ideas y de la literatura misma. Previamente había escrito las novelas Kassel no invita a la lógica (Seix Barral, 2014) y Marienbad eléctrico con cuyos temas fueron el arte contemporáneo y moderno occidental, en una mezcla de ensayo y narrativa. 
Su obra ha sido traducida a más de treinta idiomas y galardonada con numerosos premios. Pertenece a la Orden del Finnegans, que toma su nombre de un pub de Dalkey (Irlanda), aunque hay quien pueda tomarlo también de la última novela de James Joyce, Finnegans Wake. Los caballeros de la Orden del Finnegans se obligan a venerar la novela Ulises de James Joyce y, a ser posible, asistir cada año en Dublín, el 16 de junio, al Bloomsday, larga jornada que culmina, al caer la tarde, en Torre Martello (inicio de la novela), para leer unos fragmentos de Ulises, e ir hasta el pub Finnegans de la vecina población de Dalkey. Ha recibido distinciones en diversos países, entre ellas la Legión de Honor (Francia); en 2013 fue nombrado "Rector (desconocido)" de la Universidad Desconocida en Brooklyn, Nueva York.

## Obra

### Narrativa

#### Novela
- 1973 - Mujer en el espejo contemplando el paisaje, Tusquets
- 1977 - La asesina ilustrada, Tusquets (Lumen, 2005)
- 1980 - Al sur de los párpados, Fundamentos
- 1984 - Impostura, Anagrama
- 1985 - Historia abreviada de la literatura portátil, mezcla de ficción y ensayo, Anagrama
- 1995 - Lejos de Veracruz, Anagrama
- 1997 - Extraña forma de vida, Anagrama
- 1999 - El viaje vertical, Anagrama
- 2000 - Bartleby y compañía, Anagrama
- 2002 - El mal de Montano, Anagrama
- 2003 - París no se acaba nunca, Anagrama
- 2005 - Doctor Pasavento, Anagrama
- 2008 - Dietario voluble, Anagrama
- 2010 - Dublinesca, Seix Barral
- 2010 - Perder teorías, Seix Barral
- 2011 - En un lugar solitario, recopilación de sus 5 primeros libros, de 1973-1984; Mondadori/Debolsillo
- 2012 - Aire de Dylan, memorias falsas del escritor Juan Lancastre, Seix Barral
- 2014 - Kassel no invita a la lógica, Seix Barral
- 2017 - Mac y su contratiempo, Seix Barral
- 2019 - Esta bruma insensata, Seix Barral
- 2022 - Montevideo, Seix Barral
- 2025 - Canon de cámara oscura, Seix Barral

#### Cuentos
- 1982 - Nunca voy al cine, Laertes
- 1988 - Una casa para siempre, "libro de relatos y novela a la vez",[9] Anagrama
- 1991 - Suicidios ejemplares, Anagrama
- 1993 - Hijos sin hijos, Anagrama
- 1994 - Recuerdos inventados, antología, Anagrama
- 2007 - Exploradores del abismo, Anagrama
- 2011 - Chet Baker piensa en su arte, antología, Mondadori/Debolsillo
- 2013 - Niña, cuento infantil con ilustraciones de Anuska Allepuz, Alfaguara

### Ensayo
- 1992 - El viajero más lento, Anagrama (aumentada en 2011 por Seix Barral con el título de El viajero más lento. El arte de no terminar nada)
- 1995 - El traje de los domingos, Huerga & Fierro
- 1997 - Para acabar con los números redondos, Pre-textos
- 2000 - Desde la ciudad nerviosa, Alfaguara (ed. aumentada en 2004)
- 2003 - Extrañas notas de laboratorio, El otro, el mismo (ed. aumentada en 2007)
- 2003 - Aunque no entendamos nada, J.C. Sáez editor
- 2004 - El viento ligero en Parma, Sexto Piso, México (Madrid, 2008)
- 2008 - Ella era Hemingway. No soy Auster, Ediciones Alfabia
- 2008 - Y Pasavento ya no estaba, Editorial Mansalva
- 2011 - Una vida absolutamente maravillosa. Ensayos selectos, Debolsillo
- 2013 - Fuera de aquí. Conversaciones con André Gabastou. Galaxia Gutenberg
- 2014 - [escribir] París, con la escritora argentina Sylvia Molloy; la sección Vila-Matas con artículos sobre la capital francesa se titula Aire de París, Brutas Editoras, Nueva York
- 2016 - Marienbad eléctrico, sobre la relación que el autor tiene con la artista francesa Dominique González–Foerster; Christian Bourgois (trad.: André Gabastou; París) / Caja Negra (Buenos Aires) / Editorial Almadía (México D.F.)
- 2018 -  Impón tu suerte, Círculo de Tiza

### Libros sobre Vila-Matas
- Andrés-Suárez, Irene y Ana Casas (eds.) Enrique Vila-Matas. Madrid: Arco/ Libros, 2007 (Col. «Cuadernos de Narrativa»). [Compilación de textos presentados en el “Grand Séminaire de Neuchâtel. Coloquio Internacional Enrique Vila-Matas”, celebrado en la Universidad de Neuchâtel, el 2 y 3 de diciembre de 2002].
- Heredia, Margarita (ed.) Vila-Matas portátil. Un escritor ante la crítica. Barcelona: Candaya, 2007. [El libro incluye un DVD: Café con Shandy (30’), una charla entre Vila-Matas y Juan Villoro].[15]
- Salas, Lisbeth. Infinitamente serio. Caracas: La cámara escrita, 2009.
- Pozuelo Yvancos, José María. Figuraciones del yo en la narrativa. Javier Marías y E. Vila-Matas. Valladolid: Universidad de Valladolid, Junta de Castilla y León, 2010. (Cátedra Miguel Delibes).
- Ríos Baeza, Felipe A. (ed.) Enrique Vila-matas. Los espejos de la ficción. México: Ediciones Eón/Benemérita Universidad Autónoma de Puebla, 2012.
- Badia, Alain, Anne-Lise Blanc y Mar García (eds.) Geographies du vertige dans l'oeuvre d'Enrique Vila-Matas. Perpignan: Presses universitaires de Perpignan, 2013.
- Carrera, Guillermo. Crítica portátil. La estructura ausente en Doctor Pasavento (una aproximación narratológica). Puebla: Benemérita Universidad Autónoma de Puebla , 2013.
- Iglesia, Anna María. Ese famoso abismo. Conversaciones con Enrique Vila-Matas. WunderKammer editorial 2020.
- Carrera, Guillermo. La vida de los otros. El funcionamiento de los relatos posmodernos. Buenos Aires: Epyca Editorial, 2020

### Libros colectivos
- Best European Fiction 2011. Participación en esta antología europea con el relato 'Far From Here'. Edited by Aleksander Hemon, preface by Colum McCann. www.dalkeyarchive.com
- Viscerales. Ediciones del Viento, La Coruña, 2011.
- El descrédito: Viajes narrativos en torno a Louis Ferdinand Céline. Julio César Álvarez y Vicente Muñoz Álvarez (coordinadores). Autores: Enrique Vila-Matas, Miguel Sánchez-Ostiz, Mario Crespo, Celia Novis, José Ángel Barrueco, Óscar Esquivias, Daniel Ruiz García Ediciones Lupercalia, Alicante, 2013.

## Premios y reconocimientos

### Premios
- 2001: Premio Rómulo Gallegos, por El viaje vertical
- 2001: Premio Ciudad de Barcelona
- 2002: Premio Fernando Aguirre-Libralire
- 2002: Premio Herralde, por El mal de Montano
- 2002: Premio Nacional de la Crítica, por El mal de Montano
- 2003: Premio Médicis Extranjero
- 2003: Premio del Círculo de Críticos de Chile
- 2006: Premio Internacional Ennio Flaiano
- 2006: Premio Fundación José Manuel Lara
- 2006: Premio Real Academia Española
- 2007: Premio Elsa Morante, en el apartado Scrittori del Mondo
- 2009: Premio Internacional Mondello, por Dottor Pasavento
- 2010: Premio Leteo (León, España), por el conjunto de su obra[16]
- 2010: Premio Jean Carrière, por Dublinesca (Nimes)[16]
- 2011: Premio Bottari Lattes Grinzane
- 2012: Premio Argital, por Aire de Dylan (Noche de la edición de Euskadi)
- 2012: Premio Gregor von Rezzori a la mejor obra de narrativa extranjera, por Exploradores del abismo[17]
- 2014: Premio Formentor de las Letras, por su obra literaria[18]
- 2015: Premio FIL de Literatura en Lenguas Romances, por el conjunto de su obra literaria
- 2016: Premio Nacional de Cultura de la Generalidad de Cataluña, por el conjunto de su obra literaria
- 2017: Premio Feronia Città di Fiano, por el conjunto de su obra[19]
- 2017: Prix Ulysse (Bastia, Corse)
- 2017: Premio Lisbon Festival Film. Sintra (Portugal)
- Premio al mejor libro extranjero en Francia

### Reconocimientos
- Doctor honoris causa por la Universidad de los Andes (Venezuela)
- Caballero de la Legión de Honor (Francia)
- Oficial de la Ordre des Arts et des Lettres